# Flugplatz Treuchtlingen-Bubenheim

i7
i11
i13
Der Sonderlandeplatz Treuchtlingen-Bubenheim (ICAO-Code: EDNT) ist der Flugplatz der mittelfränkischen Stadt Treuchtlingen im Landkreis Weißenburg-Gunzenhausen. Er wird vom Luftsportverein Treuchtlingen-Pappenheim e. V. betrieben.

## Geografie

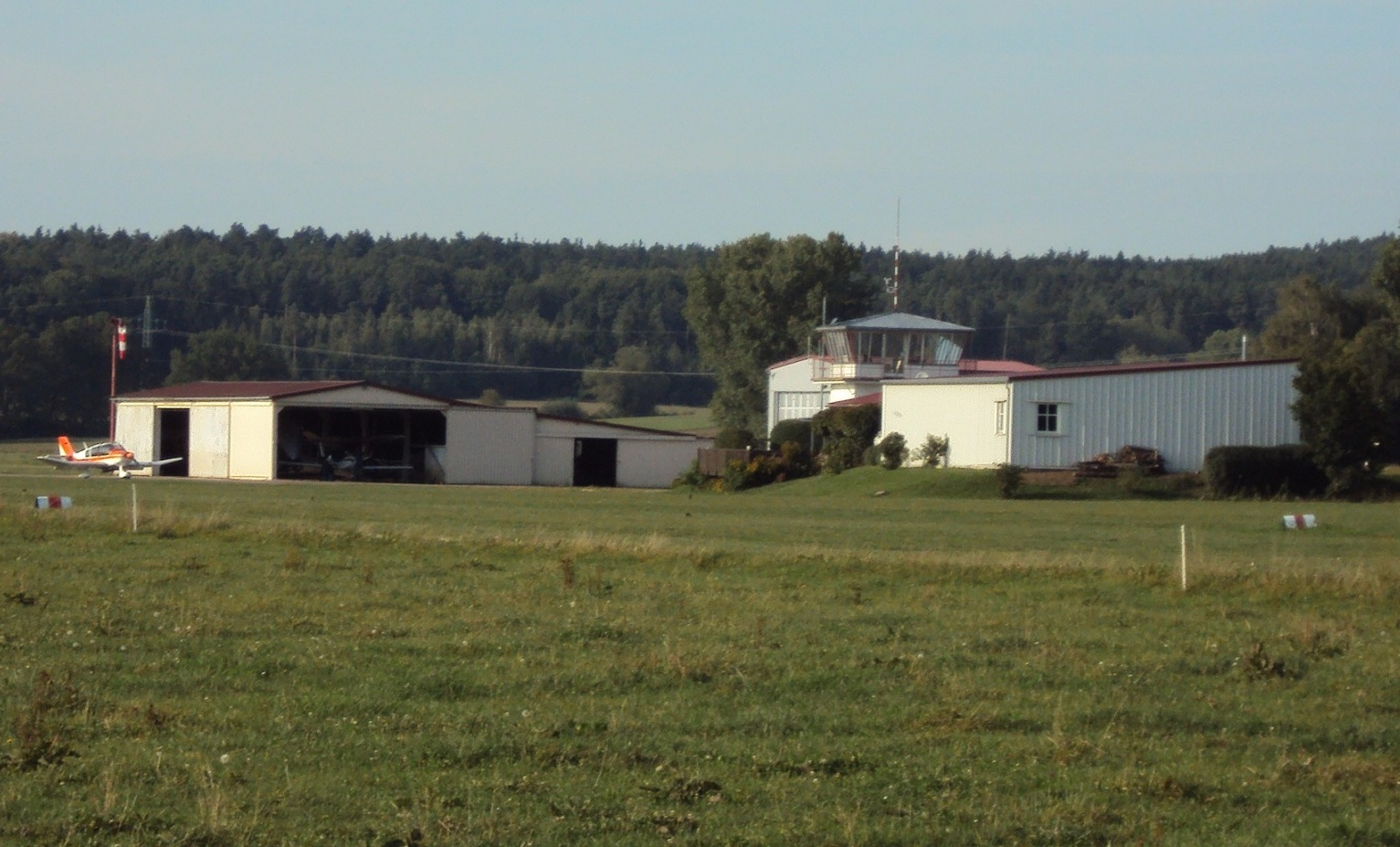
EDNT, Blick von Westen (2011)

Der Flugplatz liegt knapp fünf Kilometer nordwestlich des historischen Ortskernes von Treuchtlingen auf einer Höhe von 410 m ü. NHN im Tal der Altmühl bei dem Gemeindeteil Bubenheim. 
Naturräumlich befindet sich nördlich das Fränkische Seenland, östlich und südlich die Fränkische Alb und westlich der Hahnenkamm.

## Geschichte
Die Fliegerei wird in Treuchtlingen seit dem Anfang der 1950er Jahre betrieben. Der Luftsportverein Treuchtlingen-Pappenheim wurde 1959 gegründet und 1961 das Gelände bei Bubenheim bezogen. Es bestand zunächst eine private Flugzeughalle und die Zulassung als Sonderlandeplatz erfolgte im Jahr 1972. In den Folgejahren entstanden dort eine weitere Halle und ein eigenes Clubheim. Seither erfolgt kontinuierlich der weitere Ausbau. Ein Flugleitstand kam 1985 hinzu und 2005 wurde eine Halle neu gebaut.

## Flugplatz und Ausstattung
Der Flugplatz ist ein Sonderlandeplatz für Luftfahrzeuge aller Art bis 2000 kg Höchstabfluggewicht (MTOW) und Hubschrauber bis 3500 kg. Er hat keine geregelten Betriebszeiten. Der Halter und Betreiber ist der Luftsportverein Treuchtlingen-Pappenheim e. V. Eine Landung ist nur nach vorheriger Anmeldung möglich (PPR). Der Platz führt die ICAO-Kennung EDNT.
Der am Flugplatz beheimatete Verein bietet für Vereinsmitglieder Ausbildung durch ehrenamtlich tätige Fluglehrer auf Segelflugzeugen, Motorseglern, Motorflugzeugen und Ultraleichtflugzeug-Dreiachsern an.
Es bestehen ein Wirtschaftsgebäude mit einem Tower (Frequenz 122,600 MHz), ein Hangar und das Vereinsheim.

## Zwischenfälle
- Am 6. August 2000 geriet eine mit vier Personen besetzte Piper PA-28 bei der Landung hinter einer Antonow An-2 in Schräglage, wodurch eine Tragfläche Bodenkontakt bekam. Das Fluggerät wurde hierbei leicht beschädigt, die Insassen blieben unverletzt.[3]:3

## Verkehr
Der Flugplatz liegt direkt an der Kreisstraße WUG 5, die über die Staatsstraßen St 2230 und St 2216 mit der östlich verlaufenden Bundesstraße 2 verbunden ist. 
Der ÖPNV bedient den Flugplatz nicht direkt, jedoch kann im wenige hundert Meter östlichen Bubenheim zu zwei Buslinien zugestiegen werden. Die Linie 695 fährt nach Weißenburg, die Linie 880.3 zum Bahnhof Treuchtlingen.